# Пелікан (яйце Фаберже)
Імператорське великоднє яйце «Пелікан» виготовлене ювелірною фірмою Карла Фаберже на замовлення російського імператора Миколи II у 1898 році. Було подароване імператором матері Марії Федорівні.